# Dove Cameron
Dove Olivia Cameron (nacida como Chloe Celeste Hosterman; Bainbridge Island, Washington, 15 de enero de 1996) es una cantante, compositora, productora musical y actriz estadounidense. Saltó a la fama por su doble papel del personaje homónimo en la serie de comedia de Disney Channel Liv and Maddie (2013-2017), por la que ganó el Premio Daytime Emmy a mejor intérprete en programación infantil. Cameron había continuado su trabajo con Disney Channel e interpretó a Mal en la franquicia Descendants (2015-2021). En 2016, Cameron protagonizó el musical de televisión en vivo de NBC Hairspray Live!, que le valió una nominación a mejor momento musical en los MTV Movie & TV Awards 2017, por su interpretación de «You Can't Stop the Beat». En el escenario, de 2018 a 2019, interpretó el papel de Cher Horowitz en una interpretación fuera de Broadway de la película Clueless de 1995, y en 2019 debutó en los escenarios de Londres con su interpretación de Clara Johnson en el musical The Light in the Plaza. Cameron protagonizó además el thriller de comedia Vengeance (2022).
Como cantante, Dove Cameron hizo su debut con el álbum de la banda sonora de Liv and Maddie (2015). En el mismo año, lanzó su sencillo debut, «If Only», que se incluyó en el álbum de la banda sonora de Descendants, el álbum encabezó el Billboard 200 de Estados Unidos y fue certificado oro por la Recording Industry Association of America (RIAA), también participó en dos álbumes más para Descendants: Descendants 2 y Descendants 3 (2017-2019). Su lanzamiento musical debut, Bloodshot / Waste, fue lanzado en 2019. En 2022, lanzó el sencillo «Boyfriend», la canción recibió éxito comercial y de crítica, llegó al top 20 del Billboard Hot 100 y fue certificada platino por la RIAA.
Tenía varios elogios, incluidos los American Music Awards y los MTV Video Music Aweards, y su actuación le ha valido los premios Nickelodeon Kids' Choice Awards y los Daytime Emmy Awards.

## Biografía
Dove Olivia Cameron nació bajo el nombre de Chloe Celeste Hosterman el 15 de enero de 1996 en Bainbridge Island, Washington. era hija de Philip Alan Hosterman y Bonnie Wallace, que luego se divorciaron, y tenía una hermana mayor Claire Hosterman. De niña, asistió a la Sakai Intermediate School. A la edad de ocho años empezó a actuar en teatro comunitario, en el Bainbridge Performing Arts. Cuando Cameron tenía catorce años, su familia se mudó a Los Ángeles. Allí asistia a la Burbank High School y cantó en el «Campeonato Nacional de Espectáculos de Coros».
Cameron posee ascendencia escocesa y francesa, habla de forma fluida francés, después de haber pasado algunos años de su vida en Francia. Ella declaró que fue acosada en la escuela, a partir de quinto grado, hasta el final de la escuela secundaria. Independientemente de la presión en la escuela, se centró en sus sueños de convertirse en un éxito en el entretenimiento: «Me convertí en una apasionada de eso [convertirme en actriz y cantante]. Estoy totalmente inmersa en mí misma». Su padre Philip Hosterman murió en 2011, cuando ella tenía quince años de edad.

## Carrera

### 2007-2015: Éxito con Disney Channel
En 2007, Cameron interpretó el papel de Young Cosette en la producción teatral de Les Misérables de Bainbridge Performing Arts (BPA), y en 2008, tuvo el papel principal de Mary en The Secret Garden, nuevamente con BPA. En 2012, Cameron participó en una serie de comedia de Disney Channel que se titularía Bits and Pieces en la que interpretaría el papel de Alanna. Poco después de filmar el piloto, Bits and Pieces se transformó en Liv and Maddie, que vio a Cameron protagonizar el papel principal dual de Liv y Maddie Rooney. La vista previa de la serie debutó el 19 de julio de 2013, y la serie se estrenó el 15 de septiembre de 2013. El episodio piloto ganó 5,8 millones de espectadores, que fue el total de espectadores más visto en 2,5 años desde la serie Shake It Up. Disney Channel renovó a Liv and Maddie para una segunda temporada de 13 episodios cuyo estreno está previsto para el otoño de 2014. Posteriormente, la temporada luego se amplió a 24 episodios.
El 27 de agosto de 2013, Cameron lanzó una versión de «On Top of the World» de Imagine Dragons como sencillo promocional. Su versión alcanzó su punto máximo en la lista Kid Digital Songs de Billboard a los 17 y pasó tres semanas en la lista. «Better In Stereo» como sencillo bajo Walt Disney Records. «Better In Stereo» hizo su debut en la lista Kid Digital Songs de Billboard en el puesto 21 antes de alcanzar el puesto uno, convirtiéndose en el primer éxito número uno de Cameron. En febrero de 2014, Cameron confirmó los informes de que había comenzado la grabación de su álbum de estudio debut. Su siguiente sencillo, «Count Me In», fue lanzado el 3 de junio de 2014. La canción alcanzó el puesto número uno en la lista Kid Digital Songs de Billboard. En 2015, Cameron interpretó a Liz Larson en su primera película fuera de Disney, Barely Lethal, que fue estrenada en cines por A24 Films.
Cameron protagonizó la película para televisión Descendants, que se estrenó el 31 de julio de 2015. La película fue vista por 6,6 millones de personas y generó las dos primeras canciones Billboard Hot 100 de Cameron, «Rotten to the Core» —interpretada junto a Cameron Boyce, Booboo Stewart y Sofia Carson— en el número 38 y una canción en solitario, «If Only», en el número 94. Otras canciones de la película con Cameron como «Set It Off» y «Evil Like Me» se ubicaron en el número 6 y 12 respectivamente en la lista Bubbling Under Hot 100. La banda sonora de la película alcanzó su punto máximo en la lista Billboard 200, convirtiéndose en la primera banda sonora de una película original de Disney Channel desde High School Musical 2 en hacerlo. Como parte de la franquicia Descendants, Cameron lanzó una versión de la canción «Genie in a Bottle» de Christina Aguilera. El video musical se estrenó en Disney Channel el 18 de marzo de 2016. El sencillo recibió 22 millones de visitas en YouTube en menos de un mes.
En 2015, Cameron y Ryan McCartan formaron una banda llamada The Girl and the Dreamcatcher. El 2 de octubre de 2015, lanzaron su primer sencillo, «Written in the Stars». La banda lanzó su segundo sencillo, «Glowing in the Dark», el 29 de enero de 2016. The Girl and the Dreamcatcher lanzaron su tercer sencillo, «Someone You Like», el 8 de abril de 2016. Lanzaron su cuarto sencillo, «Make You Stay», el 17 de junio de 2016. El 29 de julio de 2016, la banda lanzó su primer EP, Negatives, con sus sencillos «Make You Stay» y «Glowing in the Dark» y cuatro canciones nuevas. En octubre de 2016, como resultado de la ruptura de Cameron y McCartan, el dúo musical se disolvió. El 22 de diciembre de 2015, Liv y Maddie se renovó para una cuarta temporada, convirtiéndose en la novena serie de acción en vivo de Disney Channel en la historia en lograrlo. Cameron comenzó a filmar la temporada, rebautizada como Liv and Maddie: Cali Style a principios de 2016. Más tarde se anunció que esta sería la última temporada de la serie. El final de la serie de Liv y Maddie se emitió más tarde el 24 de marzo de 2017.

### 2016-2021: Más actuaciones, papeles de voz y lanzamientos musicales
Cameron interpretó el papel de Amber Von Tussle en la presentación televisiva en vivo de NBC, Hairspray Live!, que se emitió el 7 de diciembre de 2016. La recepción fue en general positiva y se elogió el desempeño de Cameron. Cameron repitió su papel de Mal en Descendants 2, la secuela de Descendants. La película se estrenó el 21 de julio de 2017. La banda sonora de Descendants 2 debutó en el número seis en el Billboard 200, con «It's Goin' Down» de la banda sonora que debuta en el número 81. Esta se convirtió en la tercera entrada de Cameron en el Hot 100, después de «Rotten to the Core» y «If Only».
Cameron luego interpretó el papel de Sophie en la producción en vivo de Mamma Mia! en Hollywood Bowl. La producción tuvo lugar del 28 de julio de 2017 al 30 de julio de 2017. El 21 de agosto de 2017, Cameron participó en la película de Netflix Dumplin', junto a Jennifer Aniston. Cameron interpretó a Bekah Cotter en la comedia. En noviembre de 2017, Cameron firmó para aparecer en un papel recurrente en la quinta temporada de Agents of S.H.I.E.L.D. de Marvel. Más tarde se reveló que su papel en la serie era de Ruby Hale, la hija del general Hale (interpretada por Catherine Dent). En diciembre de 2017, Cameron participó en un proyecto animado de Marvel, Marvel Rising, como la voz de Gwen Stacy / Ghost-Spider. El 13 de agosto de 2018, Marvel Rising: Initiation, una serie de seis cortos, fue lanzada en Disney XD. La serie se centró en el personaje de Cameron mientras huía después de ser incriminada por el asesinato de su mejor amigo. Aunque su personaje no apareció en la próxima entrega de Marvel Rising, Marvel Rising: Secret Warriors, Cameron interpretó el tema principal de la película, «Born Ready». En 2019, Cameron repitió el papel en Marvel Rising: Chasing Ghosts.
El 21 de marzo de 2018, anunció que había firmado con el sello Disruptor Records de Columbia Records y que comenzaría a lanzar música como solista después del lanzamiento de Descendants 3. En septiembre de 2019, Cameron lanzó dos versiones en su canal de YouTube: «Slow Burn» e «Hymn for the Weekend». Se anunció el 8 de octubre de 2018 que Cameron interpretará el papel de Cher Horowitz en la adaptación teatral de la película Clueless de 1995. En 2019, Cameron actuó junto a Renée Fleming en The Light in the Piazza en Londres. El 27 de septiembre de 2019, Cameron lanzó su primer EP, Bloodshot / Waste. Luego, el 1 de noviembre de 2019, lanzó su sencillo de seguimiento, «So Good». Más tarde ese mes, colaboró con Privé Revaux en una gama de gafas de sol. Cameron continuó su enfoque en la música lanzando los sencillos «Out of Touch» y «Remember Me», el último de los cuales interpreta en colaboración con la rapera estadounidense Bia. El 24 de julio de 2020, lanzó su próximo sencillo, «We Belong» y el 8 de diciembre de 2020 lanzó el video musical. Esto fue seguido por el lanzamiento de «LazyBaby» el 2 de abril de 2021. Más tarde ese año, Cameron se unió al elenco principal de la serie musical de Apple TV+ Schmigadoon!. En 2021, Cameron repetirá su papel de Mal en el especial animado de Disney Channel, Descendants: The Royal Wedding. También ha sido elegida para la próxima serie de The CW The Powerpuff Girls como Burbuja, así como la próxima película Field Notes on Love junto a su coprotagonista de Liv y Maddie, Jordan Fisher.

### 2022-2023:Celestial Body

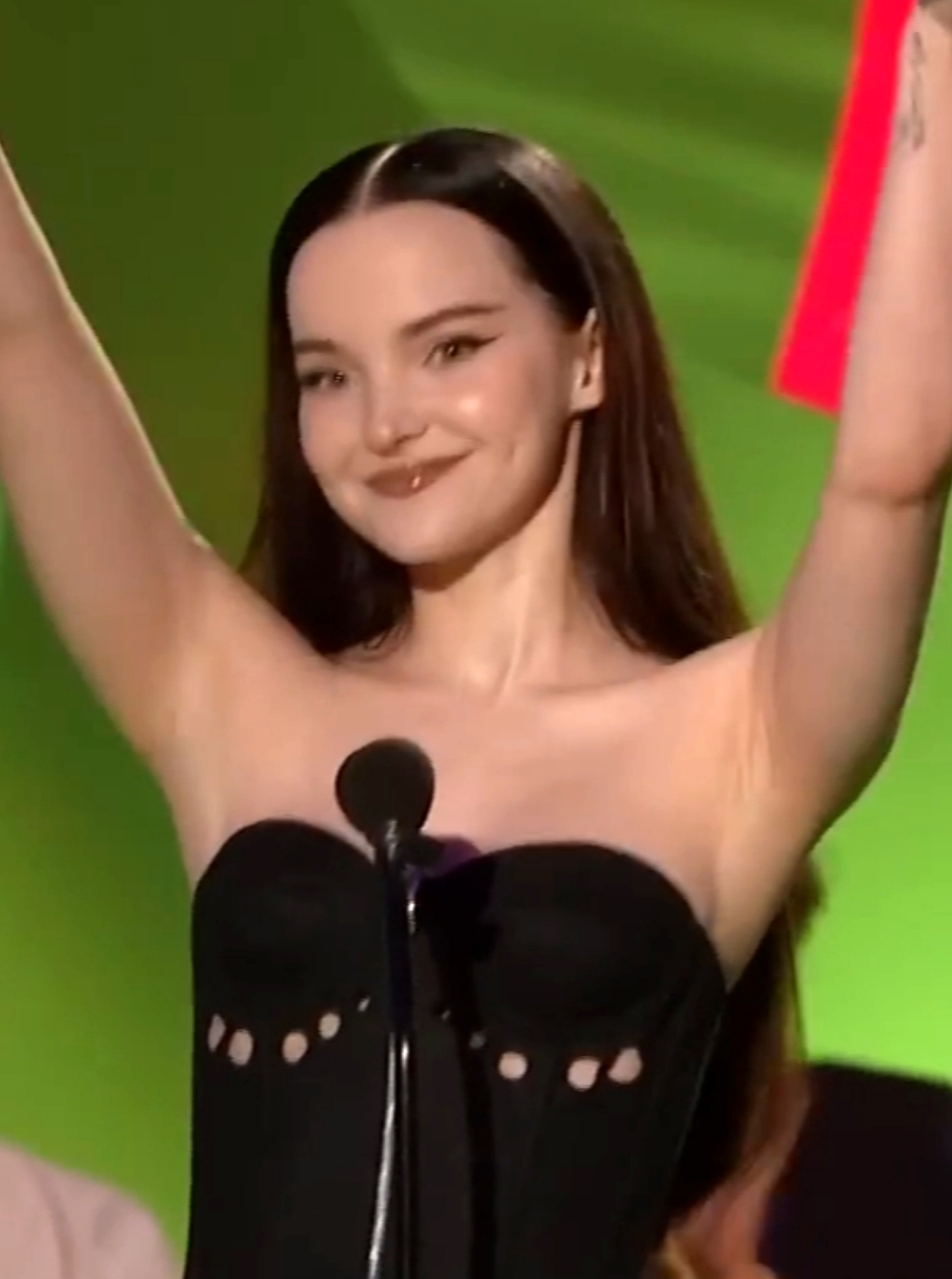
Cameron en los Kids' Choice Awards de 2023.

El 11 de febrero de 2022, Cameron lanzó la canción «Boyfriend». Esta canción se volvió viral en TikTok, y se grabaron más de 500 000 clips con este sonido en la plataforma. La canción ingresó en el Billboard Hot 100 de Estados Unidos, en el puesto 16 y en el puesto 9 en el UK Singles Chart, y también fue certificada platino por la RIAA. Cameron prestó su voz a Ellen Wright, la hermana adolescente mayor de Nate en Paramount+ Nicktoon Big Nate, basada en la tira cómica y la serie de libros del mismo nombre, que se estrenó el 17 de febrero. El 24 de junio de 2022, Cameron lanzó la canción «Breakfast». El 28 de agosto de 2022, en los MTV Video Music Awards, ganó el premio como Mejor artista nuevo y actuó en el pre-show con dos canciones «Boyfriend» y «Breakfast». El 28 de octubre, Cameron lanzó la canción «Bad Idea». El 20 de noviembre, se presentó por primera vez en el escenario de los American Music Awards con la canción «Boyfriend» y recibió el premio Artista nuevo del año. Rania Aniftos de Billboard calificó esta actuación como una de las interpretaciones vocales más sólidas de los cantantes de 26 años y la colocó en el cuarto lugar de las actuaciones favoritas de esta ceremonia.
Cameron planea lanzar su álbum debut en otoño de 2023.

## Vida personal

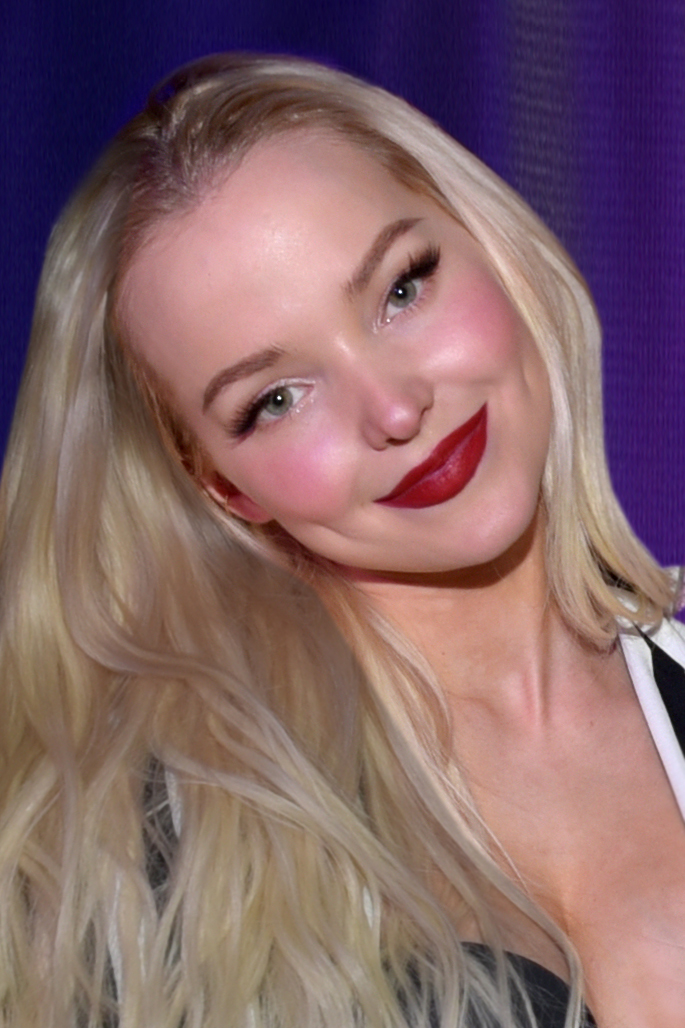
Dove Cameron en el afterparty de "High Strung Free Dance" en 2019.

En agosto de 2020, Cameron se declaró públicamente bisexual mediante un vídeo en vivo de Instagram, en el que pidió más visibilidad para las parejas del mismo género. Pero en mayo de 2021 dijo que se identifica como queer, que es la forma más precisa de describir su sexualidad. También se identifica como feminista. Estuvo en una relación con su coprotagonista de Liv and Maddie, Ryan McCartan, desde agosto de 2013 hasta 2016. Anunciaron su compromiso el 14 de abril de 2016, pero la relación terminó en octubre del mismo año. Desde 2017 hasta 2020, Cameron estuvo en una relación con su coprotagonista de Descendants 2, Thomas Doherty.
En mayo de 2022, Cameron habló sobre su lucha contra la depresión y la disforia en una publicación de Instagram.
Desde 2023 mantiene una relación sentimental con el cantante italiano Damiano David.

## Filmografía

### Cine
| Año  | Título                                      | Rol          | Notas            |
| ---- | ------------------------------------------- | ------------ | ---------------- |
| 2015 | R.L. Stine's Monsterville: Cabinet of Souls | Beth         |                  |
| 2018 | Dumplin'                                    | Bekah Cotter |                  |
| 2019 | The Angry Birds Movie 2                     | Ella (voz)   |                  |
| 2022 | Good Mourning                               | Olive        |                  |
| 2022 | Isaac                                       | Cassi        | En posproducción |
| 2022 | Vengeance                                   | Kansas City  |                  |
| 2025 | Wicked: For Good                            | Dorothy Gale | Under production |

### Televisión
| Año       | Título                                 | Rol                                               | Notas                                          |
| --------- | -------------------------------------- | ------------------------------------------------- | ---------------------------------------------- |
| 2012      | Shameless                              | Holly Herkimer                                    | 2 episodios                                    |
| 2012      | The Mentalist                          | Charlotte Anne Jane                               | Episodio: «Devil's Cherry»                     |
| 2013      | Malibu Country                         | Sienna                                            | Episodio: «Push Comes to Shove»                |
| 2013-2017 | Liv and Maddie                         | Olivia "Liv "Rooney                               | Protagonista; 80 episodios                     |
| 2013-2017 | Liv and Maddie                         | Madison "Maddie" Rooney                           | Protagonista; 80 episodios                     |
| 2014      | Cloud 9                                | Kayla Morgan                                      | Película para televisión                       |
| 2014      | Austin & Ally                          | Bobbie                                            | Episodio: «Duos & Deception»                   |
| 2015      | Descendants                            | Mal                                               | Película para televisión                       |
| 2015-2017 | Descendants: Wicked World              | Mal (voz)                                         | Elenco principal                               |
| 2016      | Hairspray Live!                        | Amber Von Tussle                                  | Película para televisión                       |
| 2016      | Ultimate Spider-Man vs. the Sinister 6 | Gwen Stacy/Spider-Gwen/Oficial de policía (voces) | Episodio: «Return to the Spider-Verse, Pt. 4»  |
| 2017      | Project Runway                         | Ella misma                                        | 1 episodio                                     |
| 2017      | Descendants 2                          | Mal                                               | Película para televisión                       |
| 2017      | The Lodge                              | Jess                                              | 4 episodios                                    |
| 2018      | Soy Luna                               | Ella misma                                        | Episodio: «Invitadas especiales, sobre ruedas» |
| 2018      | Agents of S.H.I.E.L.D.                 | Ruby Hale                                         | Personaje recurrente (temporada 5)             |
| 2018      | Marvel Rising: Initiation              | Ghost-Spider (voz)                                |                                                |
| 2018      | Angie Tribeca                          | Grace                                             | Episodio: «Glitch Perfect»                     |
| 2018      | Under the Sea: A Descendants Story     | Mal                                               | Cortometraje                                   |
| 2019      | Celebrity Family Feud                  | Ella misma                                        | Concursante                                    |
| 2019      | Descendants 3                          | Mal                                               | Película para televisión                       |
| 2019      | Marvel Rising Specials                 | Ghost-Spider (voz)                                | 3 episodios                                    |
| 2021      | Descendants: The Royal Wedding         | Mal (voz)                                         | Especial animado                               |
| 2021-2023 | Schmigadoon!                           | Betsy McDonoug (Temporada 1)                      | Elenco principal; 12 episodios                 |
| 2021-2023 | Schmigadoon!                           | Jenny Banks (Temporada 2)                         | Elenco principal; 12 episodios                 |
| 2022      | RuPaul's Drag Race                     | Ella misma                                        | Juez invitada (temporada 14)                   |
| 2022-2024 | Big Nate                               | Ellen Wright (voz)                                | Elenco principal; 52 episodios                 |
| 2023      | History of the World, Part II          | Anastasia Romanov                                 | Reparto Recurrente                             |
| 2023      | The Jennifer Hudson Show               | Ella misma                                        |                                                |
| 2023      | The 46th Annual Kennedy Center Honors  | Ella misma                                        |                                                |

### Teatro
| Año       | Título                  | Rol             | Notas                                          |
| --------- | ----------------------- | --------------- | ---------------------------------------------- |
| 2007      | Les Misérables          | Young Cosette   | Producción de Bainbridge Performing Arts (BPA) |
| 2008      | The Secret Garden       | Mary            | Producción de BPA                              |
| 2017      | Mamma Mia!              | Sophie Sheridan | Hollywood Bowl                                 |
| 2018-2019 | Clueless: The Musical   | Cher Horowitz   | Off-Broadway                                   |
| 2019      | The Light in the Piazza | Clara Johnson   | Southbank Centre                               |

## Discografía
Bandas sonoras
- Liv and Maddie: Music from the TV Series (2013)
- Descendants (2015)
- Descendants 2 (2017)
- Descendants 3 (2019)

Extended plays
- Bloodshot / Waste (2019)

Sencillos en solitario
| Título                                                                            | Año  | Posiciones en listas | Posiciones en listas | Posiciones en listas | Posiciones en listas | Posiciones en listas | Posiciones en listas | Posiciones en listas | Posiciones en listas | Posiciones en listas | Posiciones en listas | Certificaciones                                            | Álbum              |
| Título                                                                            | Año  | US                   | AUS                  | CAN                  | GRE                  | NLD                  | NOR                  | NZ                   | SWE                  | UK                   | WW                   | Certificaciones                                            | Álbum              |
| --------------------------------------------------------------------------------- | ---- | -------------------- | -------------------- | -------------------- | -------------------- | -------------------- | -------------------- | -------------------- | -------------------- | -------------------- | -------------------- | ---------------------------------------------------------- | ------------------ |
| «Bloodshot»                                                                       | 2019 | —                    | —                    | —                    | —                    | —                    | —                    | —                    | —                    | —                    | —                    |                                                            | Bloodshot / Waste  |
| «Waste»                                                                           | 2019 | —                    | —                    | —                    | —                    | —                    | —                    | —                    | —                    | —                    | —                    |                                                            | Bloodshot / Waste  |
| «So Good»                                                                         | 2019 | —                    | —                    | —                    | —                    | —                    | —                    | —                    | —                    | —                    | —                    |                                                            | Sencillo sin álbum |
| «Out of Touch»                                                                    | 2019 | —                    | —                    | —                    | —                    | —                    | —                    | —                    | —                    | —                    | —                    |                                                            | Sencillo sin álbum |
| «Remember Me» (con Bia)                                                           | 2020 | —                    | —                    | —                    | —                    | —                    | —                    | —                    | —                    | —                    | —                    |                                                            | Sencillo sin álbum |
| «We Belong»                                                                       | 2020 | —                    | —                    | —                    | —                    | —                    | —                    | —                    | —                    | —                    | —                    |                                                            | Sencillo sin álbum |
| «LazyBaby»                                                                        | 2021 | —                    | —                    | —                    | —                    | —                    | —                    | —                    | —                    | —                    | —                    |                                                            | Sencillo sin álbum |
| «Boyfriend»                                                                       | 2022 | 16                   | 15                   | 25                   | 8                    | 49                   | 10                   | 19                   | 23                   | 9                    | 17                   | - RIAA: Platino - ARIA: Platino - BPI: Plata - MC: Platino | Sencillo sin álbum |
| «Breakfast»                                                                       | 2022 | —                    | —                    | —                    | —                    | —                    | —                    | —                    | —                    | —                    | —                    |                                                            | Sencillo sin álbum |
| «Bad Idea»                                                                        | 2022 | —                    | —                    | —                    | —                    | —                    | —                    | —                    | —                    | —                    | —                    |                                                            | Sencillo sin álbum |
| «Girl Like Me»                                                                    | 2022 | —                    | —                    | —                    | —                    | —                    | —                    | —                    | —                    | —                    | —                    |                                                            |                    |
| «—» denota lanzamientos que no se registraron o no se lanzaron en ese territorio. |      |                      |                      |                      |                      |                      |                      |                      |                      |                      |                      |                                                            |                    |

## Premios y nominaciones
| Premio                          | Año  | Trabajo nominado                                             | Categoría                                 | Resultado | Ref.    |
| ------------------------------- | ---- | ------------------------------------------------------------ | ----------------------------------------- | --------- | ------- |
| American Music Awards           | 2022 | Ella misma                                                   | Nuevo artista del año                     | Ganadora  | [ 111 ] |
| Daytime Emmy Awards             | 2018 | Liv and Maddie                                               | Mejor intérprete en una serie para niños  | Ganadora  | [ 112 ] |
| GLAAD Media Awards              | 2023 | Ella misma                                                   | Artista destacado musical innovador       | Ganadora  | [ 113 ] |
| Gold Derby Music Awards         | 2023 | Ella misma                                                   | Mejor artista nuevo                       | Ganadora  | [ 114 ] |
| iHeartRadio Music Awards        | 2023 | Ella misma                                                   | Mejor nuevo artista pop                   | Nominada  | [ 115 ] |
| MTV Europe Music Awards         | 2022 | Ella misma                                                   | Mejor nuevo artista                       | Nominada  | [ 116 ] |
| MTV Movie & TV Awards           | 2017 | «You Can't Stop the Beat» (con el elenco de Hairspray Live!) | Mejor escena musical                      | Nominada  | [ 117 ] |
| MTV Video Music Awards          | 2022 | Ella misma                                                   | Mejor artista nuevo                       | Ganadora  | [ 118 ] |
| Nickelodeon Kids' Choice Awards | 2016 | Liv and Maddie                                               | Estrella femenina de televisión favorita  | Nominada  | [ 119 ] |
| Nickelodeon Kids' Choice Awards | 2017 | Liv and Maddie                                               | Estrella femenina de televisión favorita  | Nominada  | [ 120 ] |
| Nickelodeon Kids' Choice Awards | 2020 | Descendants 3                                                | Actriz de película favorita               | Ganadora  | [ 121 ] |
| Nickelodeon Kids' Choice Awards | 2023 | Ella misma                                                   | Artista revelación favorito               | Ganadora  | [ 122 ] |
| People's Choice Awards          | 2022 | Ella misma                                                   | El nuevo artista de 2022                  | Nominada  | [ 123 ] |
| Queerties                       | 2023 | «Boyfriend»                                                  | Himno queer                               | Nominada  | [ 124 ] |
| Teen Choice Awards              | 2014 | Liv and Maddie                                               | Estrella emergente femenina de televisión | Nominada  | [ 125 ] |
| Teen Choice Awards              | 2015 | Liv and Maddie                                               | Mejor actriz de comedia de televisión     | Nominada  | [ 126 ] |
| Teen Choice Awards              | 2016 | Liv and Maddie                                               | Mejor actriz de comedia de televisión     | Nominada  | [ 127 ] |